# لي كيو فو
لي كيو فو مواليد 1934 (بالإنجليزية: Li Kuo Fu)‏ هو عالم نبات صيني.